# Botland

Wapen van Botland

Botland was een ambachtsheerlijkheid in Zeeland, gelegen op het vroegere eiland Duiveland. Het was 473,5 gemet groot, waarbij nog vier kleine ambachten binnen de heerlijkheid Nieuwerkerk met een totale oppervlakte van 22,5 gemet moesten worden opgeteld. Hoewel in Botland zelf geen dorp als zodanig was, behoorde een deel van het dorp Nieuwerkerk tot deze heerlijkheid. Botland viel onder het rechtsgebied Botland en Nieuwerkerk. Van 1810 tot 1813 vormde Botland samen met de voormalige heerlijkheid Capelle de gemeente Capelle en Botland. Het gebied maakte van 1813 tot 1961 deel uit van de gemeente Nieuwerkerk, die op haar beurt in 1961 opging in de gemeente Duiveland. Sinds 1 januari 1997 maakt het gebied deel uit van de gemeente Schouwen-Duiveland.
Capelle en Botland lag in de polder De Vier Bannen. Dit is de oudste en grootste polder van Duiveland; in de polder liggen ook Ouwerkerk en Nieuwerkerk. De naam van de polder verwijst naar de heerlijkheden Capelle, Ouwerkerk, Nieuwerkerk en Botland. De polder werd vóór 1300 bedijkt.